# 岡山県道336号倉見斉の谷線
岡山県道336号倉見斉の谷線（おかやまけんどう336ごう くらみさいのたにせん）は、岡山県津山市を通る一般県道である。

## 概要
津山市加茂町倉見と津山市加茂町齋野谷を結ぶ。

### 路線データ
- 起点：津山市加茂町倉見
- 終点：津山市加茂町齋野谷（岡山県道75号加茂奥津線交点）
- 総延長：9.7 km

## 歴史
- 1960年（昭和35年）3月18日 - 岡山県告示第335号により認定される。
- 1972年（昭和47年） - 岡山県の県道番号再編により現行の路線番号に変更される。
- 2005年（平成17年）2月28日 - 苫田郡加茂町が津山市に編入されたことに伴い起終点の地名表記が変更される。

## 路線状況

### 道路施設

#### トンネル
- 黒木隧道：延長96 m、1965年（昭和40年）竣工、津山市

## 地理

### 通過する自治体
- 津山市

### 交差する道路
| 交差する道路           | 交差する場所 | 交差する場所 |
| ---------------------- | ------------ | ------------ |
| 岡山県道75号加茂奥津線 | 加茂町齋野谷 | 終点         |

### 沿線
- 倉見温泉
- 黒木キャンプ場
- 黒木ダム